# 포에트리 슬램

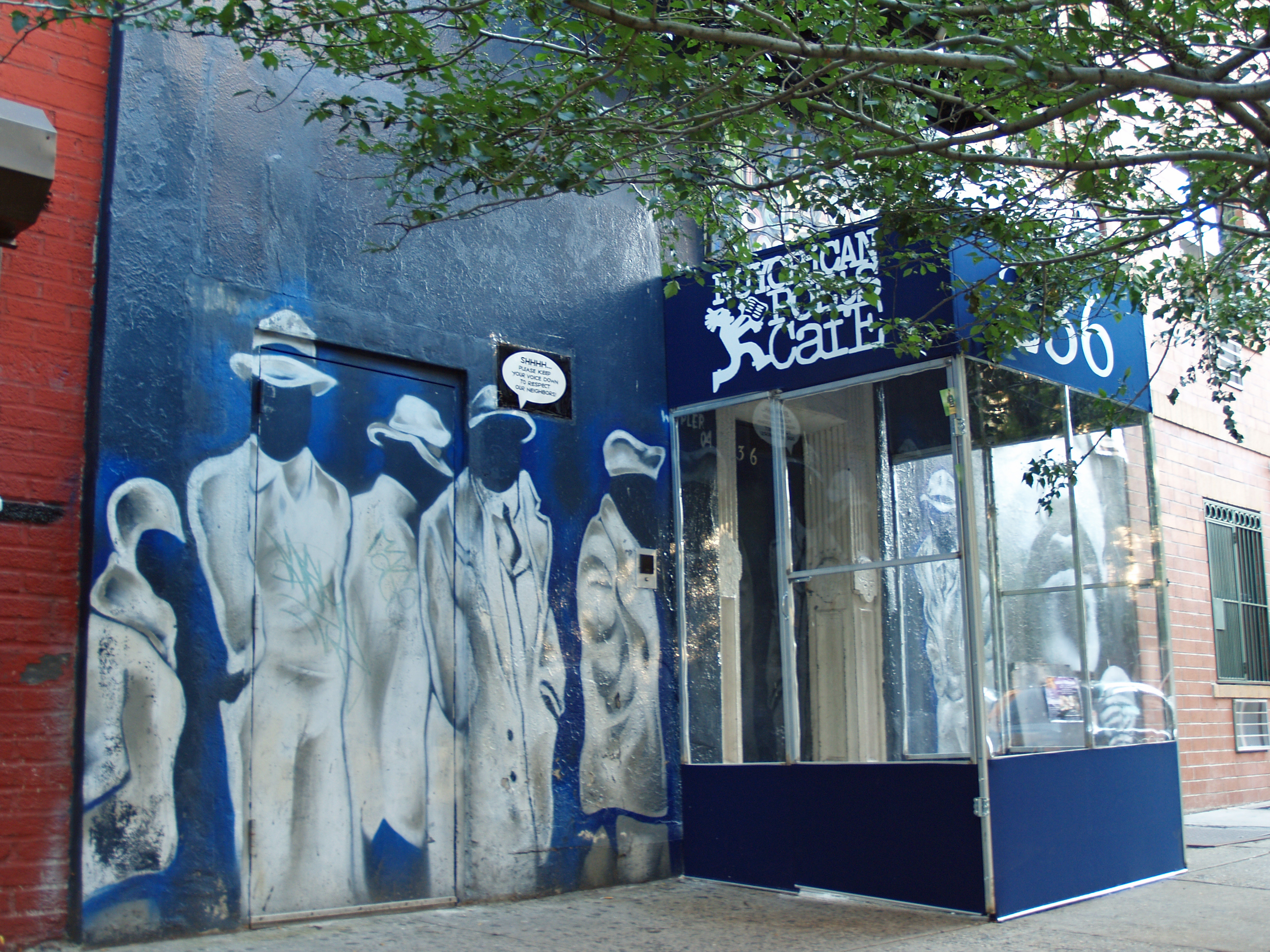
뉴요리칸 포엣 카페, 알파벳시티

포에트리 슬램(Poetry Slam)은 자신이 쓴 자유시를 역동적으로 읽어 내려가는 낭독 대회, 또는 퍼포먼스를 의미하며 줄여서 슬램이라고도 한다. 즉흥으로 문장을 짓고 읊는 것도 가능하며, 랩의 라임처럼 운율이 극대화 되기도 한다. 따라서 그 유사성으로 인해 힙합 문화와 적극적인 교류가 이루어진다. 슬램에서 발표되는 형식의 낭독 작품은 스포큰 워드(Spoken word)라고 불린다. 스포큰 워드는 이야기 풀이의 미학에 초점을 두는 시문학이며, 재치있는 언어의 기술(word play)과 억양 등에 초점을 맞추는 말하기 예술(oral art) 장르다.

## 심사
포에트리 슬램에서는 무작위로 선택된 3명의 관객이 심사위원의 역할을 맡는 것이 일반적이며, 심사위원의 심사는 절대적이다. 심사위원은 낭독자의 발표 후 10점 만점 기준의 점수를 칠판에 적어 사람들에게 보여준다. 이는 문학적인 권위를 거부하는 의도적인 행위이며, 낭독자의 글은 보존되는 작품이라기 보다 그 공간과 시간에 충실한 것이기 때문이다.

## 시작과 발전
포에트리 슬램은 1984년 11월 미국 시카고의 마크 스미스에 의해 처음 고안되었고, 1986년 7월부터 그린밀재즈클럽(Green Mill Jazz Club)이 슬램을 지속적으로 주최했다. 이후 다수의 슬램 클럽과 각종 대회들이 나타났으며, 현재는 유럽에서도 성행하고 있다. 미국의 TV 방송 프로그램 'DEF JAM'에서는 많은 힙합 래퍼들이 스포큰 워드 낭독자로 출연했다. 나이와 상관없이 어울릴 수 있고, 개인의 주장과 비판의식을 함축적으로 표현하기에 큰 장점이 있어 슬램은 비영리 사회활동 영역에서 폭넓게 활용되고 있다.

## 한국에서의 발전
- 2010년 ~ 2013년

래퍼 박하재홍은 2010년 10월, 인천안남중학교에서 스포큰워드 워크숍을 시행하고 슬램을 선보였다. 2011년 9월에는 학교 밖을 넘어 제주도 달리도서관에서 슬램을 기획했다. 행사명은 <낭독의 두드림>이었고, 초등학생부터 50대까지 폭넓게 참여했다. 박하재홍은 경쟁적인 대회의 성격이 아닌, '랩과 문학을 접목한 스포큰워드 발표회'로서 다양한 슬램을 꾸준히 기획했다. 이 성과를 바탕으로 2012년 《랩으로 인문학 하기》를 집필했다. 2012년부터는 래퍼 술래가 서울 경기권을 중심으로 청소년 대상의 랩 교육수업을 펼치면서 포에트리 슬램 요소를 적용하고 있다. 2013년, 정기적으로 스포큰워드를 발표하는 모임 <워드스미스' (Word Smiths)> 가 서울에서 시작되었다. (워드스미스는 주로 영어 낭독자들이 참여한다)
- 2014년

인천에 기반을 둔 라벨 엔터테인먼트는 지역 소통문화의 일환으로 뮤지션 엠키와 함께 포에트리 슬램 프로그램을 기획했다. 시인 김경주, 힙합 평론가 김봉현, 래퍼 MC 메타는 "포에틱 저스티스"를 결성하고, 대구시에 위치한 소셜마켓에서 10월 18일 공식적인 포에트리 슬램 프로젝트를 시작했다. 같은 달, 시인 김경주가 번역한 미국 스포큰 워드 작가 셰인 코이잔의 작품집 《아마도 그건 아물 거야》가 출판되었다. 11월, 래퍼 아날로그 소년과 시인 김경현은 서울의 신촌서당에서 스포큰워드 강좌를 열었다.
- 2015년

2015년 래퍼 박하재홍은 재즈·블루스·힙합 음악 등에 어울려 즉흥으로 낭독하는 방식을 워크숍에 포괄했다. 라벨 엔터테인먼트가 <이야기로 말하는 콘서트, 비트포이트리>를 서울의 소풍쉐어하우스에서 시작했다. 스포큰워드 오픈마이크 <가론: 포에트리 잼>이 서울의 오피스커피에서 시작했다. 미국 언더그라운드 래퍼 오디씨(oddisee)의 내한공연 부대행사로 스포큰워드 공연이 진행되었다.
- 2017년

"포에틱 저스티스"는 사이버문학광장 《문장웹진》에 연재를 시작했다. 시인 김경주와 시인 제이크레빈(Jake Levine)이 시를 쓰고, 래퍼 MC 메타가 포에트리 슬램 퍼포먼스를 하면, 힙합 평론가 김봉현이 해설을 하는 형식으로 매달 2편의 작품을 발표한다. 스포큰워드 팀 "가론"은 페이스북 'Cheese & Soju' 페이지를 열고 워크숍 프로그램 <SPOKEN WORD 101>을 시작했다.한국여성민우회가 성별임금격차를 주제로 포에트리슬램 워크숍과 발표회 '슬램 36.7%'를 열었다. 초대공연은 래퍼 슬릭이었다. 래퍼 박하재홍은 '힙합으로 말해봐'라는 이름의 스포큰워드 워크숍을 진행하고, 본인 또한 스포큰워드를 선보였다.뮤지션 엠키는 사람들의 사연을 글로 받아 대신 낭독하고 영상으로 올리는 spokenword.kr 페이지를 열었다.
- 2018년

2018년 EBS 모바일 콘텐츠 브랜드 모모(MOMOe)가 스포큰워드 콘텐츠 《my VERSE. Day》를 2회 연재했다.《my VERSE. Day》의 기획은 스포큰워드 팀 "가론"을 만든 노원스페셜(no.1special / 본명: 박세준)이 담당했다. 노원스페셜(no.1special)은 4월 28일, 서울 연남로에 위치한 소규모공간 '망각'에서 국내 최초 1인 스포큰워드 공연 《쥬만지》를 선보였고, 스포큰워드 소셜 클럽 "말하는 오후" 페이지를 새로 만들었다. 래퍼 박하재홍은 스포큰워드 콘텐츠를 적극 수용하는 '소셜힙합연구소 3.6.0' 페이스북 페이지를 열었다.  "포에틱 저스티스"의 토크콘서트가 8월 1일, 상상유니브인천과 9월 7일, 수원독서문화축제에서 열렸다. MBC 한글날 특집다큐 방송에서 스포큰워드 소셜 클럽 "말하는 오후"의 노원스페셜(no.1special)과 동료들을 인터뷰하고 스포큰워드를 소개했다. "포에틱 저스티스"는 사이버문학광장 《문장웹진》에 연재한 작품을 모아 듣는시집 《일인시위》를 11월에 출간했다. 스포큰워드 소셜 클럽 "말하는 오후"는 12월 1일, 서울 '신촌 소셜팩토리'에서 연극과 스포큰 워드 콜라보 공연 《나와 너를 잇다》에 참여했다. "말하는 오후" 운영자 박세준 씨는 스포큰워드 프로그램 개발에 집중하는 회원을 "비스포큰 크루"라 명명하고, 정기적인 연구 모임을 시작했다.

## 관련 도서 (스포큰 워드, 슬램)
- 박하재홍, 《랩으로 인문학 하기》 (탐, 2012년) ISBN 9788964960820
- 셰인 코이잔(김경주 역), 《아마도 그건 아물 거야》 (아카넷주니어, 2014년) ISBN 9788997296439
- 율리아 엥겔만(모명숙 역), 《언젠가 우리는》 (문학세계사, 2014년)  ISBN 9788970755946

## 같이 보기
- 스포큰 워드